# 瓦斯盧伊
瓦斯盧伊是位於羅馬尼亞東北部的一個城市。屬摩爾達維亞地區。瓦斯盧伊是瓦斯盧伊縣的首府所在地。2002年人口普查時，該市有人口70,267人。